# 中山昌亮
中山 昌亮（なかやま まさあき、1966年12月16日 - ）は、日本の漫画家。オリジナル作品として怪談系ホラー漫画『不安の種』『後遺症ラジオ』があるほか、原作付きの作品をも多く手掛けている。

## 経歴
北海道旭川市出身で、北海道綜合美術専門学校（現・北海道芸術デザイン専門学校）を卒業した。
1988年、『離脱』がアフタヌーン四季賞冬のコンテストにて準入選を受賞。その後、第20回ちばてつや賞一般部門にて『SHUTTERED ROOM』が準入選を受賞した。
1990年、『コミックモーニング増刊』に『いい人なんだけど……』が掲載されデビュー。1993年に『モーニング』で『オフィス北極星』が連載開始。2006年には『PS -羅生門-』がテレビ朝日系列でテレビドラマ化された。
漫画家として2000年代まで東京都内に仕事場を構えていたが、北海道札幌市へ移住した。東京時代までは霊体験などは一切なかったが、札幌で6年間借りた仕事場には、解体された神棚がクローゼットに残されたままになって、そのためか怪異な出来事が起きたり、難病を患ったりした。

## 作品リスト
雑誌名は連載・掲載誌名、巻数は単行本。
- オフィス北極星（真刈信二原作）：講談社『モーニング』、全10巻
- 突破者太陽傳（宮崎学原作）：講談社『ミスターマガジン』、全3巻
- PS -羅生門-（矢島正雄原作）：小学館『ビッグコミックオリジナル』、全9巻
- レネゲイド：リイド社『リイドコミック爆』、単巻
- 不安の種：秋田書店『チャンピオンRED』、全3巻→2013年に実写映画化
  - 不安の種プラス：秋田書店『週刊少年チャンピオン』2007年9号 - 2008年15号、全4巻
  - 不安の種*：秋田書店『チャンピオンRED』2019年4号 - 連載中、既刊9巻
- 迷彩都市 -カモフラージュ・シティ-（我孫子武丸原作）：竹書房『近代麻雀』、全2巻
- 泣く侍：リイド社『コミック乱ツインズ』2006年 - 2008年
- 迷子マン：角川書店『コミックチャージ』2007年11号 - 2009年
- ブラック・ジャック〜青き未来〜（手塚治虫原作、岩明均脚本[注 1]）：秋田書店『週刊少年チャンピオン』2011年41号 - 2011年46号、2012年8号 - 2012年11号
- FLAGMAN（相場英雄原作）：小学館『ビッグコミックオリジナル増刊号』2009年 - 2011年
- 後遺症ラジオ：『ネメシス』2010年 - 2018年→講談社『コミックDAYS』、既刊6巻
- 書かずの753（相場英雄原作）：小学館『ビッグコミックオリジナル増刊』2012年 - 2015年、全2巻
- 末裔のほのか（作画：さおとめ愛、『Nemuki+』2025年9月号[2] - 連載中） - 原作・「化物」担当[2]。

## 関連人物

### アシスタント経験者
- 池野雅博
- 芝野郷太
- 増田英二
- 石塚真一

出典：

### その他の仕事関係
- 西浦和也：怪談系漫画への助言[1]。

### 家族
- 則末絵美（志水ひなこ）：妻[4]